# Max Beer
Max Beer (Tarnobrzeg, 1864. augusztus 10. – London, 1943. április 30.) lengyelországi zsidó származású, de német és angol nyelvterületen működő történetíró, aki elsősorban szocialista irányú munkáival hívta fel magára a figyelmet.

## Élete
A galíciai Tarnobrzeg nevű településen született zsidó családban. (A terület akkor az Osztrák–Magyar Monarchiához tartozott, ma Lengyelország része.)
1889-ben kivándorolt Németországba, ahol részben mint könyvnyomdász, részben mint szerkesztő dolgozott. 1892-től a magdeburgi pártlap (Volksstimme) szerkesztője volt. Sajtóvétségekért 14 hónapi börtönre ítélték. 1894-ben Londonba utazott, ahol rövid megszakításokkal 1915 májusáig tartózkodott. 1901-től 1911-ig a hivatalos német pártlap, a Vorwärts londoni tudósítója volt. 1912-ben írta meg német nyelven az angol szocializmus történetét. 1913–1914-ben ezt teljesen átdolgozta és két kötetben angol nyelven pár évvel később (1919–1920) ki is adta. 1918 és 1922 között néhány nagy jelentőségű művet írt, így német nyelven Jean Jaurès mint államférfi és mint szocialista című művét, ugyancsak németül Marx életét és működését. Magyarul is megjelent műve
A szocializmus és a társadalmi harcok története. Angolul írt könyve: Bevezetés Marx tanításaiba. Ennek a könyvnek az vált a célja, hogy az angol munkássággal megismertesse Marx tanításait, amelyeket ez csak nagyon kevéssé ismer.

## Művei
- Geschichte des Sozialismus in England. Dietz, Stuttgart 1913.
- Jean Jaurès: Sein Leben und Wirken. Zur Erinnerung an seinen Todestag (31. Juli 1914). Internationale Korrespondenz, Berlin-Karlshorst 1915.
- Karl Marx: Eine Monographie. Verlag für Sozialwissenschaft, Berlin 1918; 4., verbesserte Auflage 1922; Nachdruck der Erstauflage: Neuer ISP-Verlag, Köln 1999, ISBN 3-929008-05-X.
- Allgemeine Geschichte des Sozialismus und der sozialen Kämpfe. 5 Bände. Verlag für Sozialwissenschaft, Berlin 1919–1923; 7. Auflage, mit Ergänzungen von Hermann Duncker: Neuer Deutscher Verlag, Berlin 1931 (online (németül)).
- Der britische Sozialismus der Gegenwart, 1910–1920. Dietz, Stuttgart 1920.

### Művei magyar nyelven
- Max Beer: A szocializmus és a társadalmi harcok története I–V., Népszava-Könyvkereskedés, Budapest, 1922–1926.[3] (ford. Migray József)